# Бабанін Володимир Олександрович
Володимир Олександрович Бабанін — український військовослужбовець, підполковник Збройних сил України, учасник російсько-української війни. Повний лицар ордена Богдана Хмельницького.

## Життєпис
Закінчив історичний факультет Сумського державного університету. Починав свою трудову діяльність як вчитель історії. У 2000 році відповідно до наказу голови Служби безпеки України був переведений для проходження служби у Сумське обласне управління СБУ .
У лютому 2015 добровільно мобілізувався до ЗСУ. Розпочав свою трудову діяльність з посади начальника Служби охорони державної таємниці 8-го окремого мотопіхотного батальйону 24-ї окремої механізованої бригади. Цей батальйон перейшов у підпорядкування новоствореної 10 окремої гірсько-штурмової бригади . 
У вересні 2018 року зайняв посаду командира 109 окремого гірсько-штурмового батальйону .
Станом на 2019 рік командир 109-го окремого гірсько-штурмового батальйону.
Повномасштабне вторгнення зустрів на Волині разом з 109 ОГШБ. З 24 лютого до 5 березня 2022 року виконував завдання разом з батальйоном по прикриттю державного кордону з Білоруссю. З 7 березня 2022 брав участь в наступі на Іванків з Житомирської області .
Всередині травня 2022 року перебував на Донецькому напрямку. Потім був поблизу Лисичанського нафтопереробного заводу, з серпня 2022 поблизу села Яковлівка Бахмутського району .
З 1 січня 2023 переведений на Запорізький напрямок. Як начальник штабу 128 ОГШБр брав участь у плануванні і веденні бойових дій .
З 25 грудня 2022 року був принзначений начальником штабу, першим заступником командира 128-ї окремої гірсько-штурмової бригади .
З жовтня 2023 по вересень 2024 був начальником Івано-Франківського ТЦК і СП 
В 2024-му році призначений командиром новосформованої 160-ї механізованої бригади .
В квітні 2025-го року повернувся на посаду начальника Івано-Франківського обласного ТЦК та СП 

## Нагороди
- орден Богдана Хмельницького I ступеня (5 грудня 2022) — за особисту мужність і самовіддані дії, виявлені у захисті державного суверенітету та територіальної цілісності України, вірність військовій присязі[8];
- орден Богдана Хмельницького II ступеня (28 квітня 2022) — за особисту мужність і самовіддані дії, виявлені у захисті державного суверенітету та територіальної цілісності України, вірність військовій присязі[9];
- орден Богдана Хмельницького III ступеня (17 травня 2019) — за значні особисті заслуги у захисті державного суверенітету та територіальної цілісності України, громадянську мужність, самовідданість у відстоюванні конституційних засад демократії, прав і свобод людини, вагомий внесок у культурно-освітній розвиток держави, активну волонтерську діяльність[10];
- відзнака Івано-франківського міського голови «За честь і звитягу» (2020)[11].

## Військові звання
- підполковник.